# Dendrocyathophorum decolyi
Dendrocyathophorum decolyi là một loài Rêu trong họ Hookeriaceae. Loài này được (Broth. ex M. Fleisch.) Kruijer mô tả khoa học đầu tiên năm 1995.